# Contea di Tongnan
La contea di Tongnan (cinese semplificato: 潼南县; cinese tradizionale: 潼南縣; mandarino pinyin: Tóngnán Xiàn) è un distretto di Chongqing. Ha una superficie di 1.585 km² e una popolazione di 910.000 abitanti al 2006.